# Rostás-Farkas György (1949)
Rostás-Farkas György (Újkígyós, 1949. február 28. –) József Attila-díjas magyar cigány író, költő, műfordító, újságíró, népművelő, a cigányság hagyományainak és nyelveinek kutatója. A Magyar Írószövetségnek, és a Magyar Újságírók Országos Szövetségének tagja.

## Életútja
1970–1988 között a Lapkiadónál szerkesztő, felelős szerkesztő, főmunkatárs volt. 1986-tól az első magyarországi cigány újság, a Romano Nyevipe szerkesztője. 1989-től a Cigány Tudományos és Művészeti Társaság elnöke. 1990-től a Magyarországi Cigányok Érdekszövetségének elnöke. 1993-tól a Közös Út - Kethano Drom főszerkesztője.1994-től a MÚOSZ cigány szakosztály elnöke. 1995–1999 között a budapesti cigány kisebbségi önkormányzat elnöke, az Országos Cigány Kisebbségi Önkormányzat elnökségi tagja.

## Családja
Gyermekei:  
1. Nagy Szilvia (1971), franciapék, cukrász, üzletvezető
2. Rostás Farkas Tímea (1972), újságíró, író-költő
3. Farkas György (1976), vállalkozó, üzletember
4. ifj. Rostás-Farkas György újságíró, üzletember, műfordító, jogvédő, cigány nyelvi szakértő, a Nemzetközi Roma Jogvédő Iroda és a Roma Szeretetszolgálat alapítója, a Cigány Tudományos és Identitásőrző Szövetség elnöke

Unokái:
1. Vári Nagy Szilvia, Nagy László, Nagy Szamantha
2. Balogh Enrico, Balogh Tímea
3. Farkas György, Farkas Márió, Farkas Gusztáv, Farkas Renátó
4. legifj. Rostás Farkas György, Rostás Farkas Attila

## Művei
- Cigány törzsek, nemzetségek (1986)
- Nomád ősök vándorútján (1987)
- Megváltásért (som) (versek, 1989, 1991)
- Cigány–magyar képes olvasókönyv (1990)
- A Nap gyermekei (1990)
- Ősi cigány mesterségek és foglalkozások (1991)
- Tiétek a szívem (1991)
- Cigány–magyar, magyar–cigány szótár (1991)
- Apám meséi I–II. (1992-2000)
- Cigányságom vállalom (1992)
- A cigányok története (1992)
- A cigányok hiedelemvilága (1992)
- Maladype. Találkozás (Műfordítások) Cigány Tudományos és Művészeti Társaság, Budapest, (1993)
- Antoine de Saint-Exupéry: O cino krajoro. A kis herceg (Fordítás) Cigány Tudományos és Művészeti Társaság, Budapest, (1994)
- Aranyhídon (versek, 1994)
- A békesség zarándokai (versek, 1998)
- Mindenségbe zárva (versek, 2000)
- Kálo népe (2000)
- Nomád ősök vándorútján. Cigány törzsek, nemzetségek (2001)
- Somnura (Jelek) (2002)
- Balladás álmok (versek, 2003)
- Európa utolsó vándorai (2006)
- Kertész Imre: Sorstalanság (műfordítás, 2006)
- Cigányok hagyomány- és hiedelemvilága (2007)
- Az utolsó nomád (Interjúk-riportok, 2010)
- Indiától hazáig (Hangoskönyv, 2011)
- Ördögi históriák (Cigány mesék, hiedelemmondák) (2012)
- Hajnali jegyzetek (2012)
- Összeölelkezett sorsunk (2013)
- Napkeltétől napnyugtáig. Versben és prózában; Cigány Tudományos és Művészeti Társaság, Bp.–Kiskunlacháza, 2016
- Testvérnek jöttem közétek. Elfelejtett álmok 2. kötet; Cigány Tudományos és Művészeti Társaság, Bp.–Kiskunlacháza, 2017

## Díjai, kitüntetései
- Móricz Zsigmond-ösztöndíj (1984)
- A Magyar Köztársasági Érdemrend kiskeresztje (1994)
- Kiváló Ismeretterjesztő (MTA, 1995)
- Budapestért díj (1999)
- Kisebbségekért díj (2004)
- József Attila-díj (2005)
- Békés Megyei Kisebbségi díj (2009)
- Magyar Köztársaság Babérkoszorúja díj (2011)
- Aranytoll (2012)
- Emberi Hang díj (2017)[2]
- Arany Pipacs Díj (2017)